# John Houseman
Jacques Haussmann (ur. 22 września 1902 w Bukareszcie, zm. 31 października 1988 w Malibu) – amerykański aktor charakterystyczny, producent filmowy i scenarzysta, laureat Oscara za rolę drugoplanową profesora Charlesa W. Kingsfielda w komediodramacie Jamesa Bridgesa W pogoni za papierkiem (1973).

## Życiorys

### Wczesne lata
Urodził się w Bukareszcie w Królestwie Rumunii jako syn May (z domu Davies), guwernantki, i Georgesa Haussmanna, który prowadził biznes zbożowy. Jego matka była Brytyjką, pochodziła z rodziny chrześcijańskiej pochodzenia walijskiego i irlandzkiego. Jego ojciec był Żydem urodzonym w Alzacji. Kształcił się w Anglii w Clifton College w Bristolu i pracował w handlu zbożem w Londynie, zanim wyemigrował do Stanów Zjednoczonych w 1925, gdzie przyjął pseudonim sceniczny John Houseman. Houseman pracował jako spekulant na międzynarodowych rynkach zbożowych, zwracając się do teatru dopiero po krachu na giełdzie w 1929. Stał się obywatelem Stanów Zjednoczonych w 1943.

### Kariera
Na Broadwayu był współautorem komedii Trzy i jeden (1933) z Brianem Donlevyem i I bądź moją miłością (1934). Kompozytor Virgil Thomson zwerbował go do wyreżyserowania Czterech świętych w trzech aktach (1934), we współpracy Thomsona z Gertrude Stein. Później wyreżyserował Panią z morza (1934) i Kuźnię doliny (1934). W 1934 był producentem przedstawienia według dramatu Archibalda MacLeisha Panika. W 1937 wspólnie z Orsonem Wellesem założył Mercury Theatre, w którym produkował i reżyserował programy radiowe i prezentacje sceniczne. Jednocześnie był nauczycielem w Vassar College. W 1936 Houseman zatrudnił Wellesa i wyznaczył go jako reżysera Makbeta dla Federal Theatre Project, kontrowersyjnej produkcji, która stała się znana jako Voodoo Makbet, ponieważ jej akcja toczyła się na haitańskim dworze króla Henriego Christophe’a. W 1954 rozpoczął pracę przy produkcjach off-Broadwayowskch − jako reżyser sztuki Williama Shakespeare’a Koriolan.
Wyprodukował nigdy nieukończony pierwszy film Orsona Wellesa, komedię Too Much Johnson (1938) z Josephem Cottenem. Jako producent dramatu historycznego Josepha L. Mankiewicza Juliusz Cezar (1953) zdobył nominację do Oscara za najlepszy film.
W latach 1968−1976 pełnił funkcję dyrektora wydziału teatralnego w Juilliard School, którego absolwentami byli: Kevin Kline, Patti LuPone, William Hurt, Christopher Reeve, Mandy Patinkin i Robin Williams.
Za rolę sumiennego profesora prawa Charlesa W. Kingsfielda w serialu CBS W pogoni za papierkiem (The Paper Chase, 1978−1986) był nominowany w 1979 i 1980 do Złotego Globu dla najlepszego aktora w serialu dramatycznym. Kreacja Aarona Jastrowa w miniserialu Wichry wojny (1983) przyniosła mu nominację do Złotego Globu dla najlepszego aktora drugoplanowego w serialu, miniserialu lub filmie telewizyjnym.

## Życie prywatne
5 października 1929 zawarł związek małżeński z Zitą Johann. 13 września 1933 rozwiedli się. 11 listopada 1952 ożenił się z Joan Courtney, z którą miał dwóch synów − Johna i Charlesa.

### Śmierć
Zmarł 31 października 1988 w swoim domu w Malibu w Kalifornii na raka kręgosłupa w wieku 86 lat. Został poddany kremacji, a jego prochy zostały rozrzucone na morzu.

## W kulturze popularnej
W komediodramacie Tima Robbinsa Cradle Will Rock (1999) w postać Housemana wcielił się Cary Elwes. Aktor Eddie Marsan zagrał rolę Housemana w dramacie Richarda Linklatera Ja i Orson Welles (Me & Orson Welles, 2008). Housemana grał także aktor Jonathan Rigby w dramacie dźwiękowym Doctor Who − Invaders from Mars (2002), którego akcja toczy się wokół transmisji z wojny światów. Aktor Sam Troughton zagrał Housemana w dramacie biograficznym Davida Finchera Mank (2020).

## Filmografia
Obsada aktorska

### Filmy
- 1964: Siedem dni w maju jako wiceadmirał Farley C. Barnswell
- 1973: W pogoni za papierkiem jako Charles W. Kingsfield Jr.
- 1975: Rollerball jako Bartholomew
- 1975: Trzy dni Kondora jako pan Wabash
- 1980: Mgła jako pan Machen
- 1988: Wigilijny show − w roli samego siebie
- 1988: Inna kobieta jako pan Post
- 1988: Naga broń: Z akt Wydziału Specjalnego jako instruktor jazdy

### Seriale
- 1976: The Six Million Dollar Man jako dr Lee Franklin
- 1982: Mork i Mindy jako Milt
- 1982: Marco Polo jako patriarcha Akwilei
- 1983: Wichry wojny jako Aaron Jastrow

Producent

### Filmy
- 1948: List od nieznajomej
- 1952:  Piękny i zły
- 1953:  Juliusz Cezar
- 1956:  Pasja życia
- 1962:  Dwa tygodnie w innym mieście

## Nagrody
| Rok  | Nagroda                   | Kategoria                    | Film                          |
| ---- | ------------------------- | ---------------------------- | ----------------------------- |
| 1974 | Złoty Glob                | Najlepszy aktor drugoplanowy | W pogoni za papierkiem (1973) |
| 1974 | Nagroda Akademii Filmowej | Najlepszy aktor drugoplanowy | W pogoni za papierkiem (1973) |
| 1974 | National Board of Review  | Najlepszy aktor drugoplanowy | W pogoni za papierkiem (1973) |